# Veto
Veto (latin 'jag förbjuder') är möjligheten för en part att ensidigt stoppa ett beslut. Vetorätten kan gälla beslut fattade av en församling i vilken parten är medlem (vilket är fallet för de permanenta medlemmarna av FN:s säkerhetsråd) eller beslut fattade av någon annan (exempelvis en statschefs rätt att hindra beslut fattade av ett parlament). Ett veto kan endast hindra ett beslut, inte förändra innehållet i beslutet.
Veto kan antingen vara absolut (fullständigt) och kan då inte övervinnas på något sätt, eller suspensivt och är då endast temporärt. Ett suspensivt veto kan vanligen upphävas genom att nytt likalydande beslut fattas, eventuellt med kvalificerad majoritet, eller genom beslut av en tredje part.
Begreppet veto används främst i statsrättsliga sammanhang. Det används främst för en regerings rätt att hindra parlamentsbeslut. Då parlamentet är delad på två eller (såsom på den svenska ståndsförfattningens tid) flera avdelningar, kan dessa också ha vetorätt mot varandra. Vetorätten är i sådana fall suspensiv när de stridiga besluten underställs gemensam omröstning eller folkomröstning. Driven in absurdum framträdde minoritets vetorätt inom en riksförsamling i det polska liberum veto, vilket innebar att varje ledamot av det polska parlamentet hade vetorätt. 
Även vissa förvaltande myndigheters befogenhet att kassera underordnade eller kommunala myndigheters beslut kan ses som en slags vetorätt. 
I de moderna förbundsstaterna kan i vissa frågor delstaternas majoritet eller en minoritet eller var och en av dem (till exempel i USA) eller en enda delstat (Preussen hade i Tyska riket före 1918 veto i förbundsrådet) ha vetorätt mot de övriga. I FN:s säkerhetsråd har de fem ständiga medlemmarna var och en vetorätt mot beslut. I denna församling kan rösten nedläggas utan att detta räknas som veto.

## Historik
Uttrycket användes först av romarna för att beteckna den makt folktribunerna hade att förbjuda vissa ämbetsåtgärder riktade mot enskilda, att upphäva giltigheten och stoppa verkställigheten av offentlig myndighets förvaltningsföreskrifter, att hindra beslut av senaten och komitierna. 
Denna makt överflyttades med kejsardömet på romerske kejsaren.